# خار ترشک
خار ترشک (نام علمی: Emex) نام یک سرده از تیره هفت‌بندیان است.